# فرانك شايد
فرانك شايد (بالإنجليزية: Frank Schade)‏ مواليد 22 يناير 1950 في واوسو، هو مدرب كرة سلة أمريكي ولاعب معتزل. تم اختياره من قبل فريق سكرامنتو كينغز خلال الدرافت. سبق له أن حمل الرقم 15. و يبلغ طوله 6 قدم 1 بوصة (1.9 م).

## روابط خارجية
- فرانك شايد على موقع إن بي أي (الإنجليزية)
- فرانك شايد على موقع سبورتس رفرنس (الإنجليزية)
- فرانك شايد على موقع ريلجم (الإنجليزية)
- فرانك شايد على موقع بروبوليرز (الإنجليزية)